# Achumawi
L'achumawi (també achomawi o Pit River) és una llengua natiua parlada pels achomawis, que avui dia formen part de la tribu reconeguda federalment Tribu Pit River de Califòrnia. El terme achumawi és una anglització del nom de la banda del riu Fall, ajúmmááwí, d'ajúmmá "riu". Originalment era formada per nou bandes cadascuna amb diferents dialectes que es dividien en dalt del riu i baix del riu, demarcats per les muntanyes Big Valley a l'est de la vall del riu Fall.

## Relacions genètiques
Les llengües achumawi i atsugewi formen la família de llengües palaihnihanes. La base d'aquesta afirmació és feble per la pobre qualitat de les dades. El diccionari de David Olmsted depèn gairebé tot de les afirmacions d'Angulo, i inclou desacuradament vocabulari pomo d'un manuscrit en el qual de Angulo intenta demostrar que achumawi i pomo no estan relacionades. William Bright també ha assenyalat aquest problemes amb els mètodes de reconstrucció d'Olmsted. El fenomen de no intel·ligibilitat recíproca és un afer del bilingüisme(degut als matrimonis mixtes) que és més prevalent en les llengües de petites comunitats de parlants (atsuge) que en les més grans.

## Fonologia
L'achumawi té 29 consonants. La majoria d'aquestes formen parelles de plana i sèries laringalitzada o glotalitzada. Les Oclusives i africades també tenen un terç, els membres aspirades de la sèrie (a excepció de l'única oclusiva glotal sorda), que és l'única síl·laba inicial contrastiva i probablement deriva històricament de grups, com en la veïna i relacionada yana.
|            |                | Bilabial | Alveolar | Palatal | Velar | Uvular | Glotal |
| ---------- | -------------- | -------- | -------- | ------- | ----- | ------ | ------ |
| Oclusiva   | plain          | p        | t        | c       | k     | q      | ʔ      |
| Oclusiva   | laringalitzada | pʼ       | tʼ       | cʼ      | kʼ    | qʼ     |        |
| Oclusiva   | aspir.         | pʰ       | tʰ       | cʰ      | kʰ    | qʰ     |        |
| Fricativa  | plain          |          | s        |         |       |        | h      |
| Fricativa  | epiglotal      |          |          |         |       |        | hʼ     |
| Nasal      | plain          | m        | n        |         |       |        |        |
| Nasal      | glott.         | mˀ       | nˀ       |         |       |        |        |
| Aproximant | plain          |          | l        | y       | w     |        |        |
| Aproximant | glott.         |          | lˀ       | yˀ      | wˀ    |        |        |

Les aturades laringalitzades són similars en articulacions a les aturades ejectives de les llengües veïnes, però més lenis, no "aparegudes" a menys que es faci un esforç inusual a l'articulació de la distinció. La distinció plana-aspirada es neutralitza i es fa amb aspiració o ensordiment en la posició final de síl·laba i abans d'una altra consonant. Les aturades planes són sonores abans d'una vocal curta o després d'una oclusiva aspirada, sordes en qualsevol altre llocs.
En un sistema de cinc vocals i e a o u, les vocals mitjanes poden ser històricament d'origen secundari, com en yana i atsugewi. Una schwa [ə] epentètica apareix entre les consonants de certs prefixos, com a lhúpta "anem!". Dos graus de longitud són contrastius per a ambdues vocals i consonants. Als dialectes de riu avall, la segona mora d'una vocal és sonoritzada abans d'una consonant plana o aspirada (preaspiració) i laringalitzada abans d'una consonant laringalitzada. Les vocals llargues són típicament vocals més perifèriques i curtes més centralitzades. En dialectes de riu avall, les síl·labes d'enunciació final poden ser sonoritzades o murmurades.
A diferència de la llengua veïna i relacionada atsugewi, Al'achumawi té to distintiu a cada síl·laba.

## Situació actual
Avui la llengua achumawi està seriosament amenaçada. D'una estimació de 1.500 individus achumawis al nord-est de Califòrnia, potser només 10 parlaven la llengua en 1991, dels quals només 8 el 2000. Tanmateix, dels 8 només 4 tenen una habilitat limitada en anglès.
En 2013 s'ha previst una aplicació mòbil per a la llengua.

Louise Davis, qui viu al nord de Califòrnia, gairebé plora quan descriu a la gent que sent per primer cop el llenguatge de la seva tribu Pit River en la conversa. Va ser fa anys, quan un ancià d'una altra part de l'estat es va reunir amb la seva àvia.
Va ser una experiència tan poderosa i emocional que Davis es va veure impulsada a utilitzar flashcards a casa amb els seus fills i fer el que calgui per preservar l'idioma.
“Podeu dir coses en la nostra llengua que no podeu dir en anglès,” va dir.
Posant a prova una aplicació de llenguatge al febrer de [2013], em va dir que no podia esperar per veure que estva sent utilitzada entre els joves de la tribu.

### Diccionaris
- Bauman, James. Ruby Miles, and Ike Leaf. Pit River Teaching Dictionary. Anchorage, AK: National Bilingual Materials Development Center, University of Alaska.
- Olmstead, D. L. 1966. Achumawi dictionary. Berkeley: University of California Press.